# Gijsbertus Jaspers
Gijsbertus Petrus Maria Jaspers (Geldrop, 23 januari 1871 – Siao Ts'iao, 14 augustus 1900) was een Nederlandse missionaris van de Congregatie van het Onbevlekt Hart van Maria, ook bekend als missionarissen van Scheut. Hij werd vermoord tijdens de Bokseropstand ten tijde van de Chinese Qing-dynastie en geldt voor de Rooms-Katholieke Kerk derhalve als martelaar gevallen voor het christelijke geloof. 

## Levensloop
Gijsbertus Jaspers werd in 1871 te Geldrop geboren. Hij kreeg een rooms-katholieke opvoeding. In navolging van zijn oudere broer begon hij op zijn twaalfde met een Latijnse studie op het klein-seminarie Beekvliet in Sint-Michielsgestel. Na deze school studeerde hij filosofie aan het grootseminarie in Haaren. In 1896 werd hij tot priester gewijd en een jaar later betrad hij het noviciaat te Scheut (Anderlecht).
In 1898  vertrok Jaspers als missionaris naar San-tao-ho in Zuid-West-Mongolie, waar Ferdinand Hamer zijn bisschoppelijke residentie had. Jaspers werd benoemd voor Poro-Balgason dat een tiendaagse reis door de steppen verderop was. Hij was er nauwelijks geïnstalleerd toen de Boksers naderden met dreiging van moord en vernieling. Hij vertrok met de andere paters en kinderen richting Klein Brugge. Het was kennelijk net op tijd, want een dag later was de kerk van Blagason verbrand en de missiepost geplunderd en verwoest.
Behalve Jaspers hadden paters en christenen uit meerdere door de boksers bedreigde districten zich in de missiepost Klein-Brugge verzameld. Ze waanden zich redelijk veilig achter een zes meter hoge muur van gestampte aarde met een dikte van zes tot zeven meter aan de onderkant tot anderhalf meter dikte bovenaan. Bovenop deze muur stond nog eens een twee meter hoge gemetselde muur van een halve meter dik. In de avond op 11 augustus 1900 begon de aanval van de Boksers. Toen deze succesvol afgeslagen leek te zijn, naderde een andere vijand: de Mongolen van Othok en Woe-cheng en ordeloze Boksers sloten zich bij hen aan. 14 augustus in de ochtend hield Jaspers de wacht boven de grote poort, toen hij volgens de congregatie kijkend door een schietgat net boven zijn rechteroog getroffen werd door een kogel en overleed.
Klein Brugge overleefde het wekenlang durende beleg dankzij de hoge verdedigingsmuren en standvastig doorvechten.

## Eerbetoon

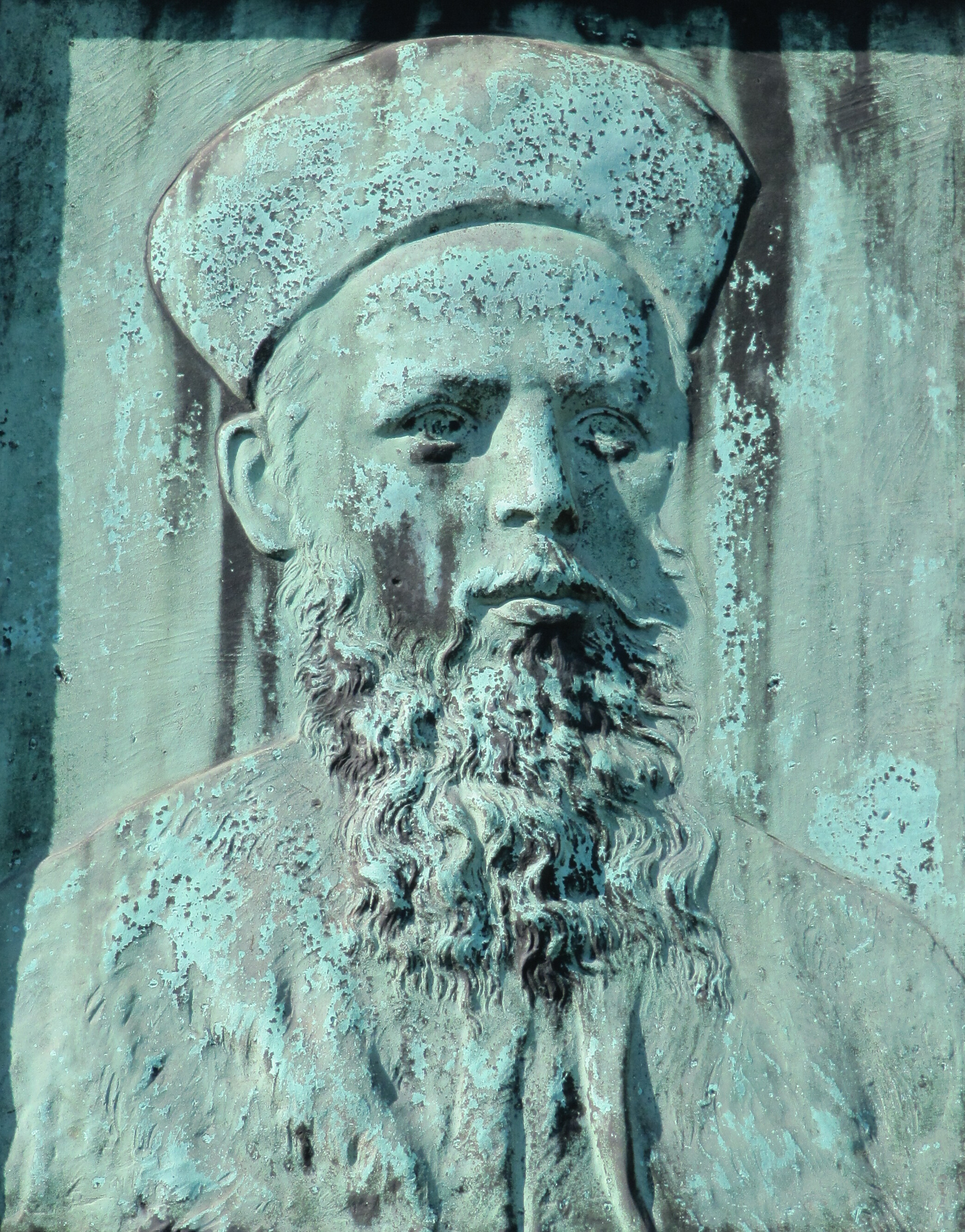
Portret van Gijsbertus Jaspers op de sokkel van het standbeeld van Ferdinand Hamer in Nijmegen.

In de literatuur wordt Gijsbertus Jaspers samen met Jozef Dobbe en Andreas Zijlmans genoemd als de metgezel van bisschop Ferdinand Hamer. In 1902 werd in Nijmegen van de eveneens door de Boksers vermoordde Hamer een standbeeld onthuld. Daarbij is op de sokkel in reliëf een portret afgebeeld van Jaspers, die tot dezelfde congregatie behoorde.